# 桑德拉·怀特-斯威尼
桑德拉·怀特-斯威尼（英語：Sandra Whyte-Sweeney，1970年8月24日—），美国女子冰球运动员，场上位置是前锋。她曾代表美国国家队参加1998年冬季奥林匹克运动会冰球比赛，获得一枚金牌。